# ジョルジ・カデテ
ジョルジ・パウロ・カデテ・サントス・レイス（Jorge Paulo Cadete Santos Reis、1968年8月27日 - ）は、モザンビーク出身の元ポルトガル代表サッカー選手。ポジションはFW。ポルトガル黄金世代の一人。

## 経歴
スコットランド、イタリア、スペイン、イングランドなどでプレーした国際色豊かなストライカー。
代表ではUEFA EURO '96に選出されるなど、通算33試合に出場した。

## 所属クラブ
- 1987-1995  スポルティング・クルーベ・デ・ポルトゥガル

→1988-1989  ヴィトーリアFC (loan)
→1994-1995  ブレシア・カルチョ (loan)
- 1996-1997  セルティックFC
- 1997-1998  セルタ・デ・ビーゴ
- 1999-2003  SLベンフィカ

→2000  ブラッドフォード・シティAFC (loan)
→2000-2001  CFエストレラ・アマドーラ (loan)
- 2004  パーティック・シッスルFC
- 2004-2005  CDピニャルノヴェンセ（ポルトガル語版）
- 2005-2007  FCサンマルコス（ポルトガル語版）